# ایمکس لیسپ
ایمکس لیسپ (به انگلیسی: Emacs Lisp) یکی از گویش‌های زبان برنامه‌نویسی لیسپ است که بیشتر از هرچیز در نوشتن ویرایشگر متن ایمکس استفاده شده‌است.

## پیوندهای وابسته
- گنو ایمکس